# Peter Kvint
Sven Peter Kvint, född 17 juni 1965 i Karlstads domkyrkoförsamling i Värmlands län, är en svensk musiker, låtskrivare och musikproducent. 

## Biografi
Kvint, som är son till tandläkaren Sven Kvint och litterära agenten Kerstin Kvint, har skrivit låtar till och producerat många av Sveriges mest kända artister. Det stora genombrottet kom med Andreas Johnsons världshit "Glorious" 1999, en låt som toppade listor världen över. I Melodifestivalen 2006 tävlade han som låtskrivare med Sing For Me som sjöngs av Andreas Johnson som själv också hade varit med och skrivit låten. Den slutade på en tredje plats i finalen i Globen men blev en hit och kom etta på Trackslistan och Svensktoppen. Han fick Musikförläggarnas pris för 2006 i kategorin "Årets låt" och nominerades till en Grammis. Efter det har Peter Kvint under fyra år i rad skrivit låtar som kommit med i melodifestivalen. 
Han har även producerat ett stort antal skivor och brukar vara med själv och spela gitarr, bas och keyboards. Han har haft ett antal trackshits, förutom ovan nämnda bland andra "Calleth you, cometh I" med The Ark, "Someone new" med Eskobar, "Do what you're told", "Words and violence" och "When the night comes falling" med Sebastian Karlsson samt "Han är med mig nu" med Peter Jöback. Ett flertal låtar har också hamnat på Svensktoppen, till exempel "En säng av rosor" med Darin, "Josefin" med Albin Lee Meldau, "Goliath" med Smith & Thell, "Stockholm i natt" med Peter Jöback, "A little bit of love" med Andreas Johnson, "Som varje dag" med Louise Hoffsten, "Top of the world" med Jill Johnson, "Jag och min far" med Magnus Uggla" och "Är det så här det känns att komma hem" med CajsaStina Åkerström. Kvint producerade 2010 Orups album "Född i november" och skrev/producerade två singlar till The Arks samlingsalbum och har skrivit till och producerat Edith Backlunds kommande album "Dance in circles". 
Han var vinnare av Guldklaven 2011 i kategorin Årets Låt för "The King" med The Playtones samt vinnare av Roygalans pris för "Bästa musik i reklamfilm" 2018 för låten "Waterline" med GRANT. Kvint blev nominerad till Grammis 2003 som producent för The Arks "In Lust We Trust", nominerad till Grammis 2019 med GRANT:s debutalbum "In Bloom" och Eagle-Eye Cherrys comebackalbum "Streets Of You", samt nominerad till P3 Guld 2019 med GRANT i kategorierna "Framtidens Artist" och "Årets Pop". Albin Lee Meldaus EP "Epistlar" nominerades till Grammis 2021 och GRANT:s andra album "Truth and consequences" nominerades till samma pris 2022. Kvint var nominerad till Musikförläggarnas pris 2023 som "Årets Kompositör".
2019 producerade Kvint Tomas Ledins originalmusik till den svenska musikalfilmen En del av mitt hjärta.
2021 vann han tillsammans med Maria Jane Smith och Victor Thell i bandet Smith & Thell "Grand Prize" i den internationella låtskrivartävlingen International Songwriting Competition. Samma år vann Darins och Kvints låt "En säng av rosor" pris som "Årets Låt" på Gaygalan.
Sommaren 2023 blev Kvints och Albin Lee Meldaus låt "Josefin" historisk genom att samtidigt ha tre olika versioner på norska Spotify top 10.
Han har även samarbetat med internationella artister som A-ha, Britney Spears, Heather Nova, Eurovision-vinnaren Sertab, Natasha Bedingfield och Morten Harket. År 2006 var han producent för singeln "Everything Changes", vinnarlåten i Idol 2006.
Under 1990-talets början var Peter Kvint medlem och låtskrivare i popgrupperna Farbror Blå och Melony. 2018 släppte Kvint sitt första soloalbum, "Still Life".

## Artistsamarbeten

### Svenska artister
- Sonja Aldén
- The Ark
- Edith Backlund
- Marit Bergman
- Jennifer Brown
- Cookies and Beans
- Darin
- Thomas DiLeva
- Eagle-Eye Cherry
- EMD
- Eskobar
- Markus Fagervall
- Farbror Blå
- Fatboy
- GRANT
- Björn Holmgren
- Louise Hoffsten
- Carola Häggkvist
- Patrik Isaksson
- Andreas Johnson
- Jill Johnson
- Peter Jöback
- Jasmine Kara
- Sebastian Karlsson
- Chris Kläfford
- Lancelot
- Daniel Lindström
- Loreen
- Petra Marklund
- Albin Lee Meldau
- Melony
- Jonas Myrin
- Sanna Nielsen
- Nova Miller
- Orup
- Pain of Salvation
- Johan Palm
- Pauline
- Pineforest Crunch
- Play
- Rymdpojken
- Molly Sandén
- Erik Segerstedt
- Björn Skifs
- Smith & Thell
- Martin Stenmarck
- Strip Music
- Uno Svenningson
- Alice Svensson
- Top Cats
- Magnus Uggla
- CajsaStina Åkerström

### Utländska artister
- Trace Adkins
- A-ha
- American Junior Idols
- Bachelor Girl
- Natasha Bedingfield
- Chemistry
- Die Happy
- The Golden Phoenix
- David Hallyday
- Morten Harket
- Ashley Hicklin
- Ida Maria
- Simon Mathew
- Heather Nova
- Ingrid Olava
- Erik Rubin
- Sasha
- Sertab
- Sioen
- Sita
- Britney Spears
- Tohoshinki
- VanVelzen
- Aleksander With

## Bidrag

### Melodifestivalen(Sverige)
- Melodifestivalen 2006 – "Sing for Me", framförd av Andreas Johnson, skriven av Kvint och Andreas Johnson, 3:a
- Melodifestivalen 2007 – "When the Night Comes Falling", framförd av Sebastian Karlsson, skriven av Kvint och Sebastian Karlsson, 8:a
- Melodifestivalen 2007 – "A Little Bit of Love", framförd av Andreas Johnson, skriven av Kvint och Andreas Johnson, 2:a
- Melodifestivalen 2008 – "One Love", framförd av Andreas Johnson och Carola Häggkvist under namnet "Johnson & Häggkvist", skriven av Kvint, Andreas Johnson och Carola Häggkvist. På tredje plats och joker i deltävling 2 i Västerås och utslagna av Nordman i andra chansen i Kiruna.
- Melodifestivalen 2009 – "Never Been Here Before", framförd av Jennifer Brown, skriven av Kvint och Jennifer Brown. På sjunde plats i deltävling 2 i Skellefteå.
- Melodifestivalen 2011 – "The King", framförd av The Playtones, skriven av Kvint och Fredrik Kempe, 6:a, vinnare av Guldklaven i kategorin Årets Låt.
- Melodifestivalen 2012 – "Lovelight", framförd av Andreas Johnson, skriven av Kvint och Andreas Johnson. På tredje plats i deltävling 3 i Leksand och utslagen av Timoteij i andra chansen i Nyköping.
- Melodifestivalen 2013 – "Must Be Love", framförd av Lucia Piñera, skriven av Kvint och Jonas Myrin. På åttonde plats i deltävling 4 i Malmö.
- Melodifestivalen 2014 – "To The End", framförd av Yohio, skriven av Kvint och Andreas Johnson, Johan Lyander och Yohio, 6:a
- Melodifestivalen 2017 – "Hearts Align", framförd av Dismissed, skriven av Kvint och Ola Salo. På fjärde plats i deltävling 2 i Malmö och utslagna av Boris René i andra chansen i Linköping.[4]